# Dark Blood
Dark Blood is een Amerikaanse film uit 1993 van de Nederlandse regisseur George Sluizer. Door het plotselinge overlijden van hoofdrolspeler River Phoenix werd de film pas in 2012 afgemaakt.

## Achtergrond
Nadat opnames van Dark Blood voor zo'n 80% klaar waren overleed op 31 oktober 1993 River Phoenix aan een overdosis drugs. Na een conflict tussen bank en verzekeringsmaatschappij werden de opnames opgeslagen in een kluis. Nadat er plannen waren om het materiaal te vernietigen werden de banden 1999 in opdracht van George Sluizer gestolen. In oktober 2011 gaf George Sluizer aan het plan te hebben opgevat om de film alsnog af te maken en in 2012 uit te brengen. Bij de scènes die nog opgenomen hadden moeten worden, zou Sluizer een vertelstem inspreken om de ontbrekende stukken aan elkaar te praten.
Omdat Sluizer ernstig ziek was, niet de commerciële filmrechten bezat en ook de familie Phoenix niet wilde meewerken was het lang onduidelijk of de film ooit nog in de bioscoop kon worden uitgebracht. De film ging uiteindelijk in première op 27 september 2012 op het Nederlands Film Festival in Utrecht en Sluizer had sindsdien de hoop dat de film ook in de bioscopen kon gaan draaien. Begin 2013 ging de film langs de internationale filmfestivals van onder meer Berlijn en Miami en vele andere plaatsen. Op 20 september 2014 overleed Sluizer in Amsterdam op 82-jarige leeftijd als gevolg van de ernstige vaatproblemen waarmee hij al enkele jaren kampte.

## Verhaal
Een yuppenstel uit Hollywood, Buffy (Judy Davis) en Harry (Jonathan Pryce), rijden Arizona in voor een romantisch weekendje weg. Hun Bentley krijgt autopech en hoewel die in eerste instantie nog provisorisch gerepareerd wordt stranden ze later midden in de woestijn.
Boy (River Phoenix) is een jonge weduwnaar die als een kluizenaar in Arizona op een nucleaire testbasis leeft en aldaar wacht op het einde van de wereld. Boy biedt het stel een slaapplaats aan voor de nacht, maar door complicaties duurt het langer dan gepland.
Als Boy vervolgens intieme gevoelens ontwikkelt voor Buffy ontstaan er spanningen tussen het drietal. Deze spanningen verergeren als Boy zich steeds agressiever gaat opstellen en verhindert dat Buffy en Harry terug naar de stad reizen.

## Rolverdeling
| Acteur         | Personage    |
| -------------- | ------------ |
| River Phoenix  | Boy          |
| Jonathan Pryce | Harry Fisher |
| Judy Davis     | Buffy        |